# 女性恐怖症
女性恐怖症（じょせいきょうふしょう）とは、対人恐怖症の1つであり、単に「女性が苦手」というレベルを超え女性との交流を極度に恐れる、関わることをなるべく回避する、女性と話すだけで動悸や発汗など強いストレス反応が出る、女性と一緒にいると不安や不快感を覚える、女性に関する認知の歪み(「女性は怖い存在」「女性は必ず自分を見下す」などの思い込み)といった病的な心理のことである。医学的な用語ではない。
母親や身近な女性による虐待やパワハラ、いじめや失恋など強い心理的ショック等の、女性に関する過去のトラウマが原因の場合もある。
女性恐怖症は、女性に対する憎悪、軽蔑、偏見であるミソジニーとは異なるが、女性に対する否定的な態度のうち病気的な側面を女性恐怖症、社会的な側面をミソジニーとして使い分ける場合もある。

## 治療
女性恐怖症は必ずしも精神疾患ではないが、日常生活(学校、仕事、人間関係)に著しい支障が出るような場合などは、専門機関で治療を受けることが望ましい。
治療法としては、心理療法（臨床心理士、精神保健福祉士あるいは精神科・心療内科の医師によるカウンセリング）や薬物療法（精神科医等による処方薬の投与）によるものがある。
なお、思春期には一時的にこれに似た症状を経験する男性もいる。精神疾患と診断される可能性があるのは、恐怖や回避行動が約6ヶ月以上続いている場合や、日常生活に支障が出ている場合などである。